# Almendral de la Cañada
Almendral de la Cañada è un comune spagnolo di 339 abitanti situato nella comunità autonoma di Castiglia-La Mancia.